# Final Cut Pro
Final Cut Pro (ранее Final Cut Pro X) — профессиональный видеоредактор для операционных систем macOS и iPadOS. Изначально разрабатывалась Macromedia, затем - Apple. Последняя на данный момент  версия 10.7.1 программы Final Cut Pro X работает только под управлением macOS версии не ниже 13.5. Программа позволяет пользователям переносить видео с внешних дисков на компьютер для обработки. Версия Final Cut Pro X, созданная Apple с нуля, была представлена в 2011 году и заменила Final Cut Pro.

## Особенности
- Final Cut Pro X наследует название её предшественника (Final Cut Pro), однако Final Cut Pro X является заново написанной компанией Apple программой на языке Objective-C. В ноябре 2020 года программа снова была переименована в Final Cut Pro с релизом macOS Big Sur.
- Эффекты и переходы поставляемые с Final Cut Pro, могут быть отредактированы с помощью программы Apple Motion.
- Вывод материала из Final Cut Pro можно осуществить с помощью Apple Compressor.

## Эволюция
Final Cut Pro X стал доступен в Mac App Store в июне 2011 года, наряду с Motion 5 и Compressor 4. С момента первоначального выпуска Apple производит новые версии в среднем каждые 3 месяца, бесплатно, добавляя новые функции, совершенствуя существующие и улучшая стабильность. Поскольку обновления обрабатываются Mac App Store, компания Apple в состоянии сделать их доступными для пользователей быстрее и чаще.

## Фильмы, смонтированные в Final Cut Pro
- Правила секса (2002)
- Во всей красе (2002)
- Звонок (2002)
- Холодная гора (2003)
- Невыносимая жестокость (2003)
- Открытое море (2003)
- Наполеон Динамит (2004)
- Игры джентльменов (2004)
- Небесный Капитан и мир будущего (2004)
- Двойная порция (2004)
- Труп невесты (2005)
- Правила секса 2: Хэппиэнд (2005)
- Морпехи (2005)
- Маленький Манхэттен (2005)
- 300 спартанцев (2007)
- Стон чёрной змеи (2006)
- Делай ноги (2006)
- Зодиак (2007)
- Симпсоны в кино (2007)
- Старикам тут не место (2007)
- Опустевший город (2007)
- Молодость без молодости (2007)
- Шары ярости (2007)
- Ангел света (2007)
- Зачарованная (2007)
- Предатель (2008)
- После прочтения сжечь (2008)
- Секретные материалы: Хочу верить (2008)
- Загадочная история Бенджамина Баттона (2008)
- Люди Икс: Начало. Росомаха (2009)
- 500 дней лета (2009)
- Там, где живут чудовища (2009)
- Серьёзный человек (2009)
- Тетро (2009)
- Геймер (2009)
- Ешь, молись, люби (2010)
- Железная хватка (2010)
- Социальная сеть (2010)
- Девушка с татуировкой дракона (2011)
- Между (2011)
- Отважные (2011)
- Джон Картер (2012)
- Хемингуэй и Геллхорн (2012)
- Внутри Льюина Дэвиса (2013)
- Фокус (2015)[1]
- Оператор (2015)

## История Версий
| Версия | Дата               | Ключевые Изменения |
| ------ | ------------------ | --- |
| 10.0.0 | 21 июня 2011 г.    | - Абсолютно новое приложение с переработанным графическим интерфейсом. - 64-битная поддержка - Расширенная база данных с возможностью поиска, называемая браузером событий, которая использует диапазоны ключевых слов и интеллектуальные коллекции для сортировки клипов. - Новая магнитная временная шкала, которая отказалась от традиционных парадигм NLE на основе дорожек - Живой скиммер - Просмотр миниатюр диафильма - Расширенное представление метаданных в инспекторе информации о клипе - Новый интерфейс цветовой доски для коррекции цвета. - ColorSync с AV Foundation для точного мониторинга цвета - Требуется Mac OS X Snow Leopard 10.6 или новее. |
| 10.0.1 | 9 сентября 2011 г. | - Аудио роли для экспорта аудио и видео - XML-импорт и экспорт - Поддержка Xsan - Пользовательский тайм-код начала для проектов |
| 10.0.2 | 16 ноября 2011 г.  | - Исправление ошибок |
| 10.0.3 | 31 января 2012 г.  | - Многокамерные клипы, автоматическая синхронизация, смешанные форматы и частоты кадров, до 64 ракурсов и новый интерфейс редактора ракурсов. - Перелинковка СМИ - Поддержка многослойных документов Photoshop. - Поддержка монитора бета-вещания - XML 1.1 |
| 10.0.4 | 10 апреля 2012 г.  | - Назначает настройку аудиоканала по умолчанию для новых проектов на стерео. - Включает метаданные многокамерной съемки в экспорт проекта XML. - Устранена проблема, из-за которой видео, наложенное на фон с альфа-каналом, могло выглядеть по-разному в средстве просмотра до и после рендеринга. - Устранена проблема, из-за которой некоторые заголовки отображались повторно после каждого запуска приложения. |
| 10.0.5 | 11 июня 2012 г.    | - Исправление ошибок |
| 10.0.6 | 23 октября 2012 г. | - Редактирование многоканального звука на временной шкале - Единое окно импорта. экспортировать выбранные диапазоны - Встроенная поддержка необработанного кода Redcode - Поддержка MFX через сторонний плагин - Двойные средства просмотра с прицелами - Маркеры глав для экспорта видеофайлов, дисков DVD и Blu-ray. - Выбор диапазона сохраняется с клипами в браузере событий. - Опция «Вставить атрибуты» для выбора определенных эффектов для копирования между клипами. - Эффект тени - Составные клипы, сохраненные на временной шкале, сохраняются в браузере событий для повторного использования в других проектах. - XML 1.2 - Лезвие всей команды         |
| 10.0.7 | 6 декабря 2012 г.  | - Исправление ошибок |
| 10.0.8 | 26 марта 2013 г.   | - Поддержка кодека Sony XAVC - Arri Alexa Log C в Rec 709 LUT |
| 10.0.9 | 30 июля 2013 г.    | - Исправление ошибок |
| 10.1.0 | 19 декабря 2013 г. | - Библиотеки событий и проектов теперь объединены в новую модель библиотеки. - Поддержка двух графических процессоров в Mac Pro - Новый заголовок, переходы и генераторы в разрешении 4K. - Варианты управления внешними или внутренними носителями для библиотек - Снимки проекта для управления версиями; нестандартные размеры рамок проекта - Встроенная поддержка файлов AVCHD .MTS и .MT2S. - Используемые медиа-показатели - API для третьих лиц для создания пользовательских опций общего доступа - Публикация видео 4K на YouTube - XML 1.3 - Улучшения производительности - Требуется OS X Mavericks 10.9 или новее.                                        |
| 10.1.1 | 16 января 2014 г.  | - Исправлены ошибки и улучшена производительность. |
| 10.1.2 | 27 июня 2014 г.    | - Улучшенное управление мультимедиа для библиотек. - Используемые диапазоны носителей применяются к составным, многокамерным и синхронизированным клипам. - Применяйте исправления LUT для просмотра записей журналов с камер Arri, Blackmagic, Canon и Sony в формате Rec. 709 - Экспорт XML-библиотеки - Автоматически создавать ключевые слова при импорте из тегов Finder. - Публикация видео 4K на Vimeo - XML 1.4 |
| 10.1.3 | 19 августа 2014 г. | - Исправление ошибок |
| 10.1.4 | 25 ноября 2014 г.  | - Встроенная поддержка MXF - Поддержка кодека Panasonic AVC-LongG |
| 10.2.0 | 13 апреля 2015 г.  | - 3D-титры - Одновременное отображение до четырех видео - Маски "кеинга" и формы можно применять к любому эффекту. - Цветовая доска теперь объединена с новым эффектом цветокоррекции. - Поддержка кодеков Panasonic AVC-Ultra, Sony XAVC S, JVC Long GOP. - Обработка RED Raw с графическим ускорением - Умные коллекции на уровне библиотеки - XML 1.5 - Требуется OS X Yosemite 10.10.2 или новее. |
| 10.2.1 | 14 мая 2015 г      | - Исправление ошибок |
| 10.2.2 | 4 сентября 2015 г. | - Поддержка кодеков Sony XAVC-L, Canon XF-AVC 8-бит и Panasonic AVC-Intra 4:4:4 - Экспорт через чересстрочную развертку H.264 - Резервное копирование библиотеки в системах управления активами |
| 10.2.3 | 4 февраля 2016 г.  | - Настройка эффекта по умолчанию - Настройки экспорта 4K для устройств Apple - Повышение производительности сетей SAN - Поддержка кодеков XF-AVC. - Публикация в нескольких аккаунтах YouTube |
| 10.3.0 | 27 октября 2016 г. | - Улучшенный интерфейса - Магнитная временная шкала 2 - Широкая цветовая гамма - Поддержка сенсорной панели на MacBook Pro - Больше форматов видео - XML 1.6 - Требуется OS X El Capitan 10.11.4 или новее. |

Полный обзор внесенных изменений см. в примечаниях к выпуску Apple.

### Final Cut Pro Для iPad
Final Cut Pro для iPad был выпущен 23 мая 2023 года. Для него требуется iPad с чипом серии M, ПО доступно только по подписке за $4.99/мес. или за $49/год